# Thomas Brodie-Sangster
Thomas Brodie Sangster (n. 16 mai 1990, Londra) este un actor britanic cunoscut pentru rolul lui Sam în Love Actually (2003), Simon în Dădaca McPhee (2005), Ferb în Phineas și Ferb (2007–2015), Paul McCartney în Nowhere Boy (2009), Jojen Reed în Game of Thrones (2013–2014), Newt în filmul Maze Runner (2014–2018) și Benny Watts în miniseria Netflix The Queen's Gambit (2020), pentru care a fost nominalizat la Premiul Primetime Emmy pentru cel mai bun actor în rol secundar într-un serial limitat sau film.

## Biografie

### Viața personală
Sangster s-a născut la sud de Londra, unde locuiește împreună cu sora sa , Ava, și cu părinții săi , Mark Sangster și Tasha Bertram. Mama sa, dansatoare și actriță, a apărut în numeroase filme produse de  BBC. Tatăl său , actor și muzician, consacrat pentru adaptarea piesei  "Regele Leu " din Germania . Sangster este văr de gradul doi cu  Hugh Grant, bunicile lor fiind surori. 
Sangster este interesat de pictură, desen, tenis și skatebord. Doi dintre artiștii săi preferați sunt Eminem și Queen.

### Carieră
Primul său rol a fost în serialul  The Adventures of Station Jim. După acest film el apare în numeroase alte seriale, primind roluri importante în  Bobbie's Girl, The Miracle Of The Cards. El obține premiul pentru cel mai bun tânăr actor dintr-o mini serie în 2003 la Festival de film de la  Monte-Carlo pentru rolul din mini-seria "Entrusted".
Love Actually, în care îl joacă pe  fiul lui  Liam Neeson, este primul său rol major. Pentru acest rol el a fost nominalizat la"Golden Satellite Award" et au "Young Artist Award".
Sangster apare pe ecrane într-o adaptare cu numele (Feather Boy) și într-o recentă versiune a  Tristan și Isolda  unde îl joacă pe Tristan tânăr, rolul adult fiind jucat de  James Franco.
Al doilea mare succes este Nanny McPhee, unde este unul din cei 7 copii .

## Filmografie
- 2001 : Copilul care nu voia să moară de Mark Griffiths : Craig Shergold
- 2001 : Station Jim de John Roberts : Henry
- 2002 : Stig of the Dump (serial TV) : Barney
- 2002 : Puterea dragostei (TV) de Jeremy Kagan : Alan Langham
- 2002 : Mrs Meitlemeihr de Graham Rose : Boy 1
- 2002 : La Brigade du courage (London's Burning) (serial TV) : Stephen
- 2003 : Hitler: The Rise of Evil de Christian Duguay : Adolf Hitler (10 ani)
- 2003 : În calea răului (TV) de Giacomo Battiato : Thomas von Gall
- 2003 : Love Actually de Richard Curtis : Sam
- 2004 : Băiatul care putea să zboare (serial TV) : Robert Nobel
- 2005 : Nanny McPhee de Kirk Jones : Simon
- 2005 : Julian Fellowes Investigates: A Most Mysterious Murder - The Case of the Croydon Poisonings de Delyth Thomas : John Duff
- 2006 : Tristan & Yseult (Tristan + Isolde) de Kevin Reynolds : Jeune Tristan
- 2007 : Ultima Legiune de Doug Lefler : Romulus Augustus
- 2007 : Doctor Who (serial TV), sezonul 3, episoadele 8 și 9 : Tim Latimer
- 2007 : Phineas și Ferb (serial TV) : Ferb
- 2008 : Pinocchio de Alberto Sironi : Lucignolo
- 2009 : Nowhere Boy de Sam Taylor-Johnson: Paul McCartney
- 2009 : Bright Star de Jane Campion : Samuel Brawne
- 2014 : The Maze Runner : Newt
- 2015 : Star Wars - Episode VII: The Force Awkens : First Order Petty Officer Thanisson
- 2015: The Maze Runner:The Scorch Trials: Newt
- 2018: The Maze Runner:The Death Cure: Newt